# 納氏寬胸電鰻
納氏寬胸電鰻，為輻鰭魚綱電鰻目線翎電鰻科的其中一種，為熱帶淡水魚，分布於南美洲亞馬遜河流域，體長可達25公分，棲息在底中層水域，生活習性不明。

## 扩展阅读
維基物種上的相關：納氏寬胸電鰻